# Purchil

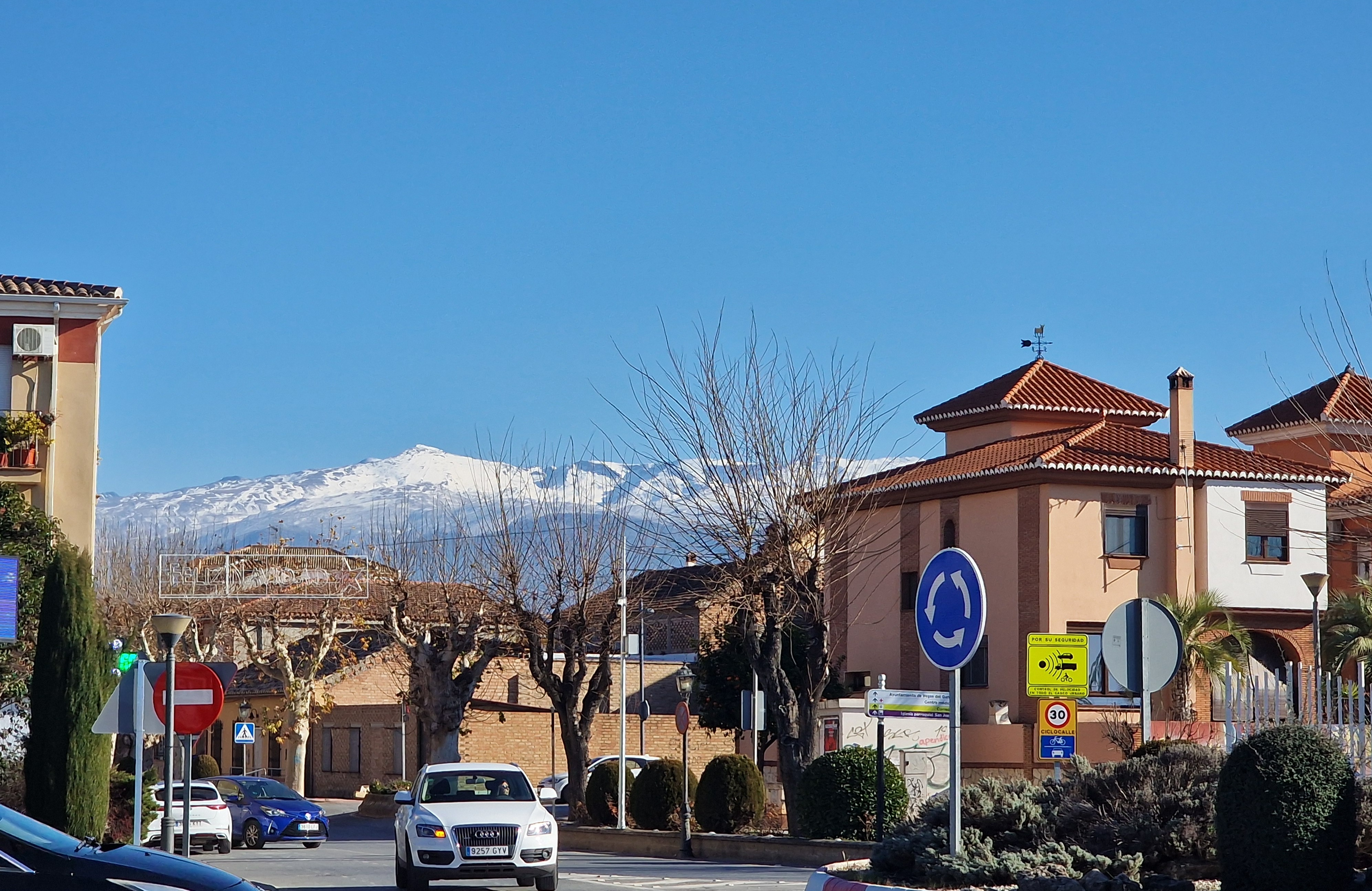
Sierra Nevada al fondo y la calle Calvario, desde el cruce de las carreteras GR-3304 y GR-3313

Purchil es una localidad española perteneciente al municipio de Vegas del Genil, en la provincia de Granada, comunidad autónoma de Andalucía. Está situada en la parte central de la comarca de la Vega de Granada. Cerca de esta localidad se encuentran los núcleos de Ambroz, Belicena y Cúllar Vega. El río Dílar desemboca en el Genil muy próximo al núcleo.

## Historia
Purchil fue un municipio independiente hasta 1976, cuando se fusionó junto con Belicena y Ambroz en un solo municipio llamado Vegas del Genil; desde entonces ostenta la capitalidad municipal y es la sede del ayuntamiento vegueño.

## Demografía
| Gráfica de evolución demográfica de Purchil entre 1842 y 1970 |
| |
| Población de derecho según los censos de población del INE Población de hecho según los censos de población del INEEn 1976 este municipio desaparece porque se agrupa en el municipio Vegas del Genil |

### Evolución de la población
| Gráfica de evolución demográfica de Purchil entre 2000 y 2016 |
|                                                               |
| Datos según el nomenclátor publicado por el INE.              |

## Cultura

### Patrimonio

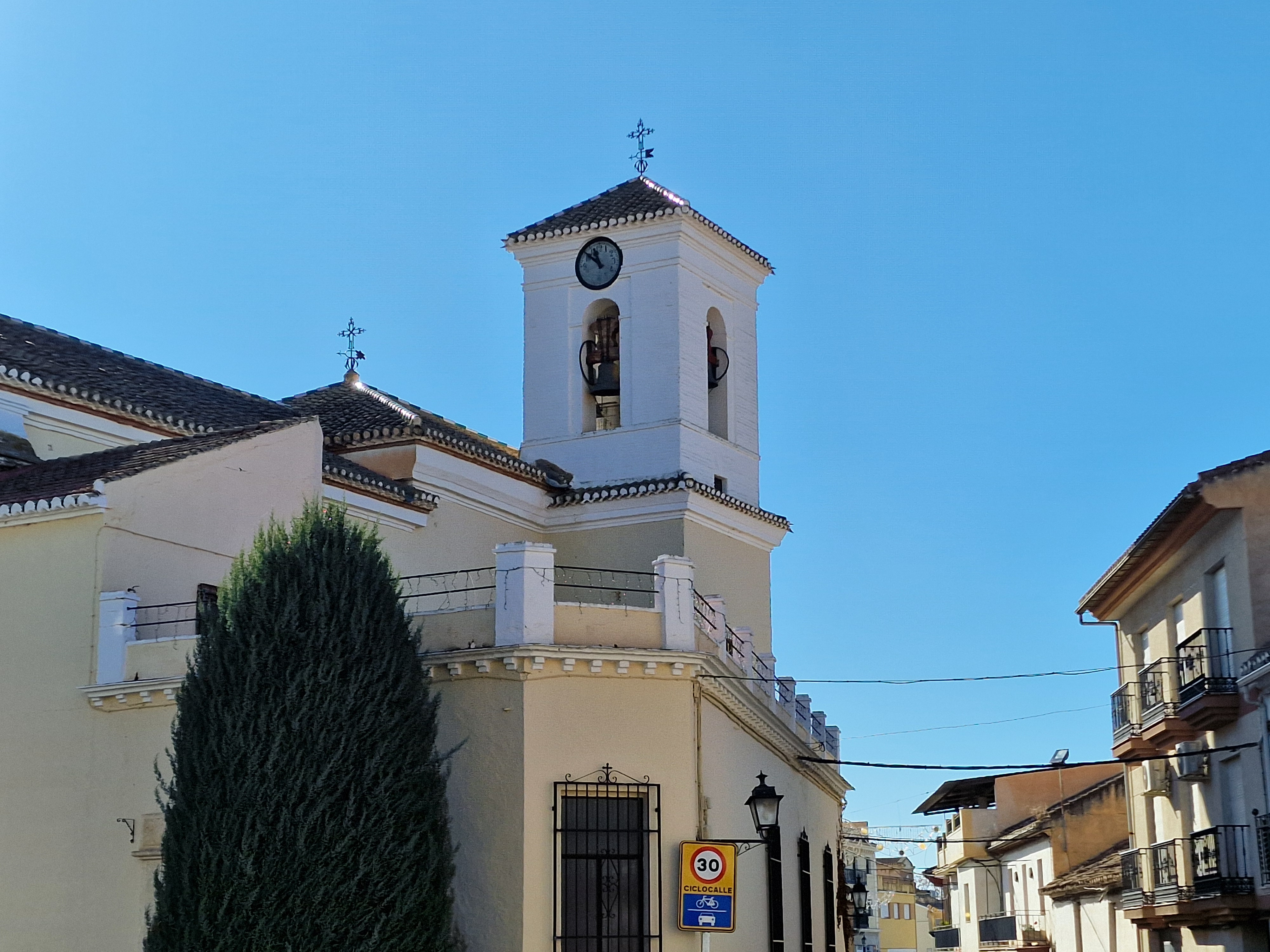
campanario de la iglesia de San José

La iglesia de San José, del siglo XVI, conserva en su interior diferentes piezas de gran valor artístico. Destacan una escultura anónima de la Virgen de los Dolores, patrona de Purchil, de finales del siglo XVI, dos tallas de Pedro de Mena de finales del XVII, una Virgen con Niño y la Virgen de Belén, así como una Inmaculada de la escuela granadina de Alonso Cano.

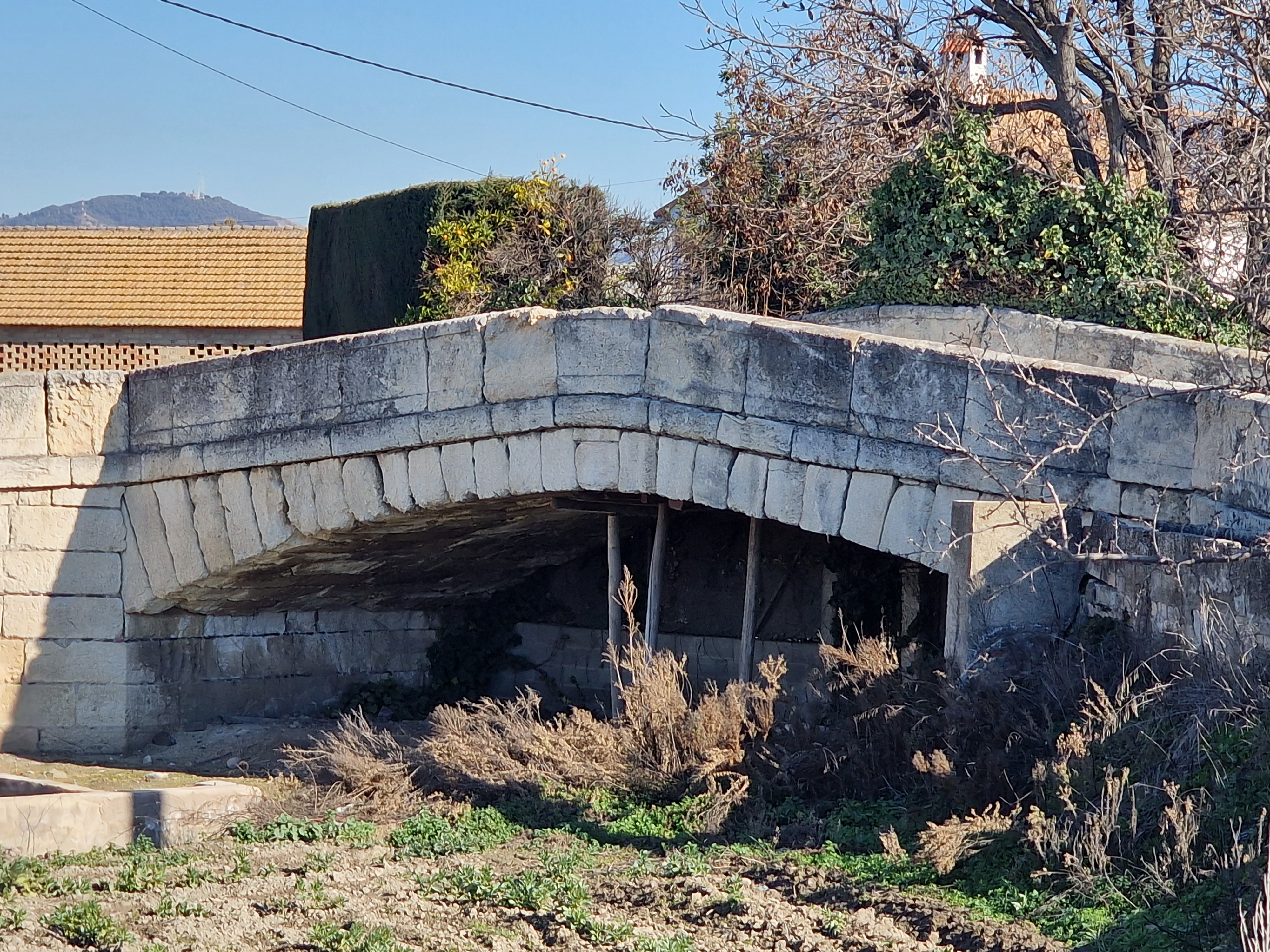
El Puente Francés, situado entre los municipios de Vegas del Genil y Granada, a escasos metros de la localidad de Purchil

Además de la iglesia de San José, destaca el Puente Francés, en el límite con el término municipal de Granada, obra arquitectónica del siglo XIX y de un solo ojo con arco rebajado. Y existen numerosas huertas y caserías de distintas épocas, por lo general bien conservadas y en explotación.

### Fiestas
El Viernes de Dolores, día de la patrona, se procesiona la imagen de ésta por las calles del pueblo. El Domingo de Resurrección, es costumbre sacar en procesión una imagen del Niño Jesús. La noche del Sábado al Domingo de Resurrección los muchachos de la localidad tiran petardos y cohetes y colocan en las puertas de las jóvenes macetas con flores.

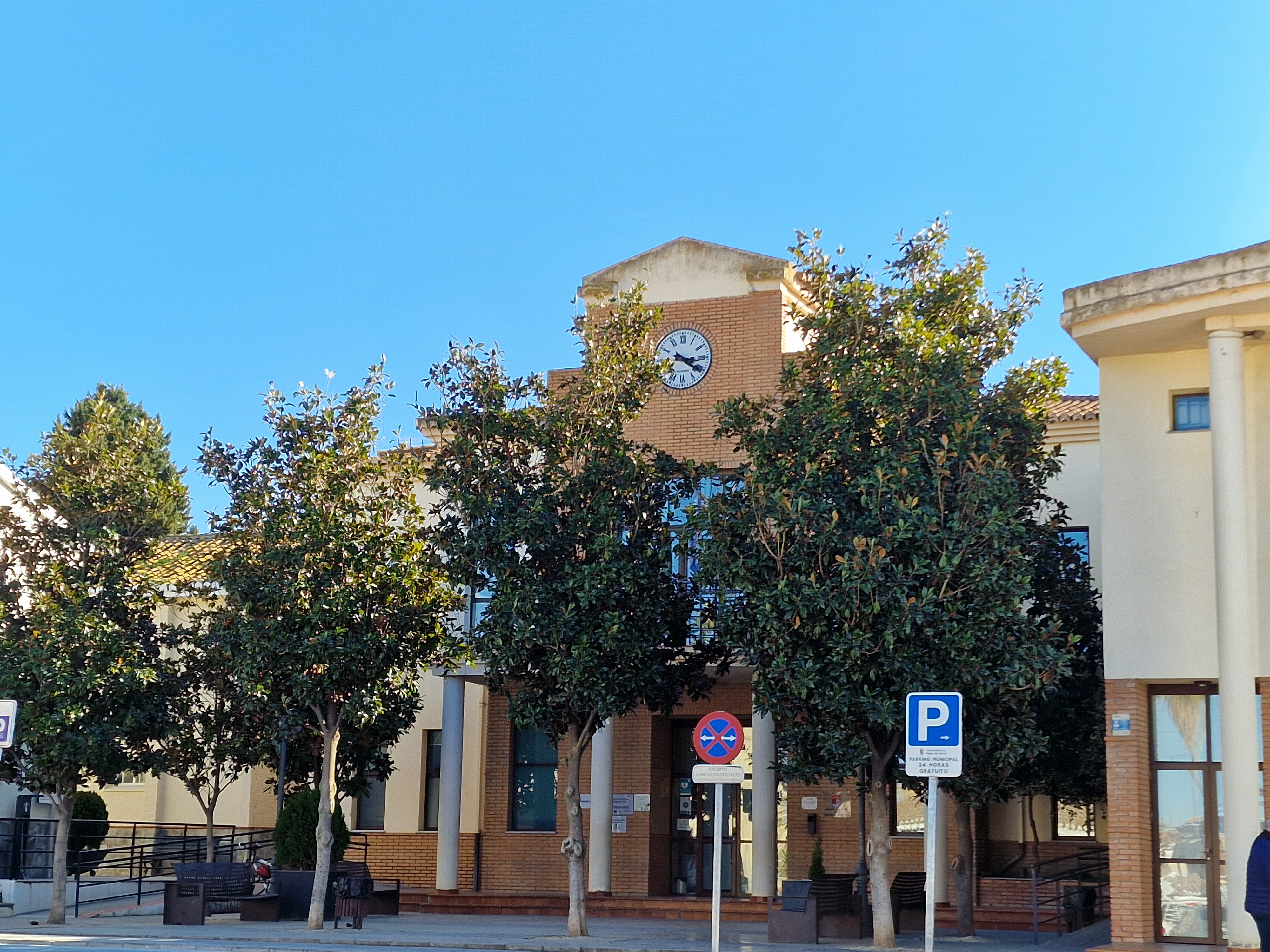
Ayuntamiento de Vegas del Genil, situado en la plaza Glorieta del Fresno

También se sigue celebrando en Purchil, como en el resto de la Vega de Granada, el tradicional Día de la Merendica, que es el Jueves Lardero (jueves previo al miércoles de ceniza) es una jornada de convivencia vecinal en el campo, a los más pequeños se les construyen los típicos “mecedores”, unos columpios artesanales colocados entre dos chopos o álamos; ese día se disfruta de buena música, cantes y bailes y los tradicionales hornazos de aceite.